# خالد الهبر
خالد جرجس الهبر من مواليد بيروت سنة 1956 فنان ومغني لبناني يعزف على آلة القيتارة.

## نبذة عن حياته
نشأ الهبر في عائلة متوسطة الحال في منطقة المصيطبة في بيروت، حيث كان والده عاملا في الفنادق ووالدته تعمل في مطبعة قبل ان تتفرغ للشأن المنزلي. كانا نقابيين منتسبين الــى الحزب الشيوعي كما ان منزلهما غالبا ما كان يتحول إلى مخبأ للمقاتلين اثناء الحرب.
بدأ بعزف اولى النوتات الموسيقية مــصــرا عــلــى تعلم الــعــزف الــذي ساهم فيه قدوم أستاذ روسي إلى المدرسة، ما اضطر الاهل للموافقة على مضض على تلقيه الــدروس غير المجانية في سن العاشرة.
بــدأ وعيه الفكري يتشكل في أواخر الستينات على الفوارق بينه وبين طــلاب مــدرســة 'الفرير' «لم استطع الانــســجــام مــع التكتلات الطائفية والـــفـــوارق الطبقية».
وبعد ذلك في ثانوية 'فرن الشباك' الرسمية حيث تجلت الصراعات الــســيــاســة، تــحــولــت الموسيقى الــى شغله الشاغل حيث تفتح وعــيــه الــفــنــي فـــي تــلــك الاثــنــاء على البيتلز وجــاك بريل وجــورج موستاكي وغــيــرهــم. امــا العالم الرحباني فكانت قدسيته تتأتى مــن ارتباطه بالمشهد الطفولي المزروع في الوجدان حيث كانت الصبحية الفيروزية محطة يومية عبر السنوات. بدا كتابة وتلحين الاغاني في سن الخامسة عشر ثم اسس «الفرقة» سنة 1975 وبدا جولات في المناطق اللبنانية وفي الخارج.

## بداياته الفنية
في ثانوية 'فرن الشباك' اسس فرقة موسيقية مع عصام الحاج علي وتوفيق فروخ وريمون صباح وعلي نعمة، باسم 'Rainbow Bridge'المأخوذ عن عنوان اسطوانة لجيمي هاندريكس المتأثرين بــه. وفي الــمــوازاة شــارك الهبر بتأسيس مجموعة الطلاب الديمقراطيين في الــمــدارس الخاصة التي كان بينها وبين المدارس الرسمية هوة كبيرة. وقامت المجموعة بحملات الدفاع عن ديمقراطية التعليم وعن الجامعة اللبنانية.
اثناء تأديته خدمة العلم، وجد الهبر متسعا من الوقت لتلحين قصائد محمود درويش (خبز أمي) -وعزالدين المناصرة (جفرا)- وتوفيق زياد (أناديكم). وتحولت كتاباته للاغاني من الاجنبية إلى العربية. في الفترة الــتــي عـــاش فيها فــي الــجــنــوب، تعرف على بلدة 'كفركلا' الموازية للحدود الفلسطينية المحتلة، وفي ما بعد حصلت المجزرة الشهيرة فيها. وبعدها بفترة قصيرة رمى الإسرائيليون المتفجرات على شكل العاب، وذهب ضحيتها أطفال في بلدة عيترون. كتب ولحن اغنيتين الــى كفركلا وعيترون وهما اولى الاغاني التي حملها معه من الخدمة في العام 1975.

## خالد والحرب
عام 1975 انطلاقت شرارة الحرب الاهلية; في تلك، الاثناء أصبحت لديه ما يقارب الـ 25 أغنية دون تسجيل أو توثيق، حتى عــرض عليه أحد الاصــدقــاء تسجيلها واقنعه ان يسجل الاغــنــيــات بمصاحبة آلة الإيتار. وجدت الاغنيات رواجا في باريس والجزائر ودمشق، واستهوت شريحة الفنانين الشباب. بعدها التقى غازي مكداشي وجمال الحافي واحمد الحافي وحنان مياس، الذين كانوا نواة أكملت المشوار معه في السنوات القادمة.
غنى خالد الهبر الثورة المسلحة والاجــتــمــاعــيــة لــكــن صــوتــه كــان مسموعا أكثر اثناء الحرب. بعد الحرب الاهلية انكفأ مع ثلة من اترابه عن الحلبة الفنية لسبب يعزوه إلى ما يعتبره هزيمة للشعب اللبناني في الحرب وعدم تمكنه من التأقلم مع النمط الفني السائد الذي افرزته ثقافة ما بعد الحرب.
يقول الهبر «غنيت ضد الحرب وصــمــتــت فـــي الــســلــم لأنــــي لم استوعب هذا السلم الذي يتكيف معه اللبنانيون». وعليه فقد رفض التفرغ للمشروع الموسيقي وبقي قابضا على المبادئ التي نشأ عليه. يعيش فــي مــنــزل لــلايــجــار حتى اليوم، ربما لانــه عــاش في كنف عائلة لم تفكر يوما في الملكية.

## من أعماله
- السنديانة الحمراء
- كفر كِلا
- جفرا
- إلى خالد
- بكرة بنعود منتذكر
- زنابق لمزهريات فيروز
- بيروت بكرة
- أمي
- حالة الاحتضار الطويلة
- أغنية الشياح
- على جناح البيارق
- رجل الأيام الآتية
- المظلومين
- الحرية
- صباح يوم جديد
- رولا
- الجنوب
- نشيد كمال جنبلاط
- حين يصمت المغني
- أود لو أتوب
- منبقى صامتين
- رنا [1]
- الربيع
- دموعك يا أمي
- نشيد العمال
- سيدة القلب العاشق
- الحرب القادمة
- في بيروت
- أحمد الزعتر
- مديح الظل العالي
- عازف الإيتار
- أغنية عاطفية
- يا وطن الحزن
- شارع الأحلام
- مش هيّن أبداً مش سهل
- شارع الحمرا
- صارلن شي ميّة سِني

## ألبومات
- 1975 :«اغاني سياسية» مجموعة غنائية
- 1976 :«صبحي الجيز» مجموعة غنائية
- 1977 :«احمد الزعتر» غنائية ملحمية عن قصيدة محمود درويش
- 1979 :«حين يصمت المغني» مجموعة غنائية
- 1981 :«منتذكر» مجموعة غنائية
- 1983 :«بيروت بكرا» مجموعة غنائية
- 1987 :«مديح الظل العالي» غنائية ملحمية عن قصيدة محمود درويش
- 1991 :«مش هين» مجموعة غنائية (تسجيل حي في لبنان)
- 1996 :"مختارات في اربع اسطوانات
  - حفلة في بيروت
  - من زمان كتير
  - حين يصمت المغني
  - خالد الهبر يغني محمود درويش
- 1999 :«مع الوقت بتنسى» مجموعة غنائية
- 2008: «هيدا زمانك» مجموعة غنائية

## الجولات خارج لبنان
(عدا الحفلات التي تقام بشكل شبه دائم في لبنان)
سوريا- الجزائر - تونس - الإمارات- 
فرنسا – بلجيكا - هولندا - فنلندا - روسيا- ألمانيا -السويد - تشيكوسلوفاكيا - بلغاريا - كوبا- اليابان - اليونان

## وصلات خارجية
- للاستماع إلى أغاني الفنان خالد الهبر